# British Academy Television Awards de 2014
As indicações ao British Academy Television Awards de 2014 (ou BAFTA TV Awards 2014) foram anunciadas em 7 de abril de 2014. A cerimônia de premiação foi realizada em 18 de maio de 2014 no Teatro Drury Lane, Londres.

## Vencedores
Os vencedores estão em negrito.
| Melhor Ator | Melhor Atriz |
| --- | --- |
| - Sean Harris – Southcliffe como Stephen Morton (Channel 4) - Jamie Dornan – The Fall como Paul Spector (BBC Two) - Luke Newberry – In the Flesh como Kieren Walker (BBC Three) - Dominic West – Burton & Taylor como Richard Burton (BBC Four)       | - Olivia Colman – Broadchurch como Ellie Miller (ITV) - Helena Bonham Carter – Burton & Taylor como Elizabeth Taylor (BBC Four) - Kerrie Hayes – The Mill como Esther Price (Channel 4) - Maxine Peake – The Village como Grace Middleton (BBC One)                                      |
| Melhor Ator Coadjuvante | Melhor Atriz Coadjuvante |
| - David Bradley – Broadchurch como Jack Marshall (ITV) - Jerome Flynn – Ripper Street como Detetive Bennet Drake (BBC One) - Nico Mirallegro – The Village como Joe Middleton (BBC One) - Rory Kinnear – Southcliffe como David Whitehead (Channel 4) | - Sarah Lancashire – Last Tango in Halifax como Caroline Dawson (BBC One) - Shirley Henderson – Southcliffe como Claire Salter (Channel 4) - Claire Rushbrook – My Mad Fat Diary como Linda Earl-Bouchtat (E4) - Nicola Walker – Last Tango in Halifax como Gillian Buttershaw (BBC One) |
| Melhor Performance Masculina de Comédia | Melhor Performance Feminina de Comédia |
| - Richard Ayoade – The IT Crowd como Maurice Moss (Channel 4) - Mathew Baynton – The Wrong Mans como Sam Pinkett (BBC Two) - James Corden – The Wrong Mans como Phil Bourne (BBC Two) - Chris O'Dowd – The IT Crowd como Roy Trenneman (Channel 4)    | - Katherine Parkinson – The IT Crowd como Jen Barber (Channel 4) - Frances de la Tour – Vicious como Violet Crosby (ITV) - Kerry Howard – Him & Her: The Wedding como Laura Parker (BBC Three) - Doon Mackichan – Plebs como Flavia (ITV2)                                               |
| Melhor Performance de Entretenimento | Melhor Drama Único |
| - Ant & Dec – Ant & Dec's Saturday Night Takeaway (ITV) - Charlie Brooker – 10 O'Clock Live (Channel 4) - Sarah Millican – The Sarah Millican Television Programme (BBC Two) - Graham Norton – The Graham Norton Show (BBC One)                       | - Complicit (Channel 4) - An Adventure in Space and Time (BBC Two) - Black Mirror : "Be Right Back" (Channel 4) - The Wipers Times (BBC Two) |
| Melhor Minissérie | Melhor Série Dramática |
| - In The Flesh (BBC Three) - The Fall (BBC Two) - O Grande Roubo Ferroviário (BBC One) - Southcliffe (Channel 4) | - Broadchurch (ITV) - My Mad Fat Diary (E4) - Top of the Lake (BBC Two) - The Village (BBC One) |
| Melhor Novela ou Drama Continuado | Melhor Programa Internacional |
| - Coronation Street (ITV) - Casualty (BBC One) - EastEnders (BBC One) - Holby City (BBC One) | - Breaking Bad (AMC/Netflix) - Borgen (DR1/BBC Four) - House of Cards (Netflix) - The Returned (Canal +/Channel 4) |
| Melhor Série Factual | Melhor Especialista em Fatos |
| - Bedlam (Channel 4) - Educating Yorkshire (Channel 4) - Keeping Britain Alive: The NHS in a Day (BBC Two) - The Route Masters: Running London's Roads (BBC Two)                                                                                      | - David Attenborough's Natural History Museum Alive (Sky 3D) - Martin Luther King and the March on Washington (BBC Two) - Richard III: The King in the Car Park (Channel 4) - The Story of the Jews (BBC Two)                                                                            |
| Melhor Documentário | Melhor Participação |
| - The Murder Trial (Channel 4) - 28 Up South Africa (ITV) - The Day Kennedy Died (ITV) - The Unspeakable Crime: Rape (BBC One) | - Long Lost Family (ITV) - The Choir: Sing While You Work (BBC Two) - Grand Designs (Channel 4) - The Great British Bake Off (BBC Two) |
| Melhor Reality e Fato Criado | Melhores Assuntos Atuais |
| - Gogglebox (Channel 4) - The Big Reunion (ITV2) - Dragon's Den (BBC Two) - The Undateables (Channel 4) | - Syria: Across the Lines (Dispatches) (Channel 4) - The Cruel Cut (BBC One) - The Hunt for Britain's Sex Gangs (Dispatches) (Channel 4) - North Korea: Life Inside The Secret State (Dispatches) (Channel 4)                                                                            |
| Melhor Cobertura Jornalística | Melhor Esporte e Evento Ao Vivo |
| - ITV News at Ten: "Woolwich Attacks" (ITV) - Channel 4 News: "Egypt Military Coup" (Channel 4) - BBC North West Tonight: "The Dale Cregan Verdict" (BBC One/BBC North West) - ITV News Granada Reports: "The Lee Rigby Trial" (ITV/ITV Granada)      | - The Ashes 2013 – "1st Test, Day 5" (Sky Sports) - Bollywood Carmen Live (BBC Three) - Glastonbury 2013 (BBC) - 2013 Wimbledon Championships – Men's Final (BBC One/BBC Sport) |
| Melhor Programa de Entretenimento | Melhor Comédia Roteirizada |
| - Ant & Dec's Saturday Night Takeaway (ITV) - Derren Brown: The Great Art Robbery (Channel 4) - Dynamo: Magician Impossible (Watch) - Strictly Come Dancing (BBC One)                                                                                 | - Him & Her: The Wedding (BBC Three) - Count Arthur Strong (BBC Two) - The IT Crowd (Channel 4) - Toast of London (Channel 4) |
| Melhor Comédia (Programa ou Série) | Prêmio do Público Radio Times |
| - A League of Their Own (Sky One) - The Graham Norton Show (BBC One) - The Revolution Will Be Televised (BBC Three) - Would I Lie to You? (BBC One)                                                                                                   | - Doctor Who : "The Day of the Doctor" (BBC One) - Breaking Bad (AMC/Netflix) - Broadchurch (ITV) - Educating Yorkshire (Channel 4) - Gogglebox (Channel 4) - The Great British Bake Off (BBC Two)                                                                                       |
| BAFTA Fellowship | BAFTA Special Award |
| - Julie Walters | - Cilla Black |